# Абер, Джессика
Джессика Диана Абер (англ. Jessica Diane Aber; 9 сентября 1981, Уолнат-Крик, Калифорния — 22 марта 2025, Алегзандрия, Виргиния) — американский юрист. При президенте Джо Байдене с 2021 по 2025 годы занимала должность федерального прокурора Восточного округа Виргинии. Была членом Демократической партии.

## Биография
Джессика Диана Абер выросла в Виргинии. В 2003 году окончила Ричмондский университет со степенью бакалавра искусств magna cum laude, спустя три года получила степень доктора юриспруденции в школе права Колледжа Вильгельма и Марии.
Начала свою юридическую карьеру в качестве юридического клерка у тогдашнего магистрата Федерального окружного суда Восточного округа Виргинии Мари Ханны Лаук, пробыла на этой должность год. С 2007 по 2008 год Абер работала адвокатом в McGuireWoods. В 2009 году поступила на государственную службу в качестве помощника федерального прокурора в офисе суда Восточного округа Виргинии. С 2015 по 2016 год она выполняла специальные задания в качестве главного помощника федерального прокурора в уголовном отделе Министерства юстиции. Позднее до 2021 года Абер была заместителем начальника уголовного отдела Восточного округа Виргинии. В 2019 году была награждена Министерством за исключительную службу.
В марте 2021 года сенаторы Тим Кейн и Марк Уорнер рекомендовали Абер и ещё одного кандидата Белому дому на должность федерального прокурора Восточного округа Вирджинии. 10 августа президент Джо Байден выдвинул её. 30 сентября её кандидатура была принята к рассмотрению, а 5 октября была подтверждена в Сенате путём голосования. Была приведена к присяге 12 октября федеральным судьёй Марком Стивеном Дэвисом и судьёй Мари Ханной Лаук. За время своего пребывания в должности внесла большой вклад в борьбу с насильственной преступностью, в частности, в 2022 году по её инициативе была запущена программа по профилактике возникновения уличных банд Ceasefire Virginia. Она также расследовала утечки ЦРУ дело против руководителей компании Eleview International Inc., контрабандой вывозивших в РФ американские технологии, и участвовала в первом уголовном преследовании участников российского вторжения против Украины за военные преступления (похищение и пытки) против гражданина США. В связи с избранием Дональда Трампа на второй срок 20 января 2025 года подала в отставку.
22 марта 2025 года в 9:18 утра по местному времени была найдена мёртвой в собственном доме в Алегзандрии. Причина её смерти не разглашалась. Друг семьи сообщил CBS News, что её смерть «предположительно стала результатом давней проблемы со здоровьем».